# Fortún García
Fortún García (Jaén ¿? - † ¿?) sacerdote castellano, deán de la catedral de Jaén y propuesto para obispo de Jaén, y no ocupó el cargo.
A la muerte del obispo Juan III se inició la elección de un nuevo obispo para la diócesis de Jaén y salió elegido Juan Miguel siguiendo la tradición en la elección de obispos sorianos, pero los de Jaén se opusieron a esa costumbre y eligieron a Fortún García de origen jiennense. Esto provocó una pugna entre ambos candidatos mientras la diócesis permanecía con su sede vacía y eso duró desde febrero de 1289 hasta mediados de 1296, que se solucionó con la renuncia de ambos.
Una vez solucionados los problemas entre los dos candidatos, el Papa Bonifacio VIII nombró obispo a Pedro Pascual, fraile mercenario natural de Valencia y muy vinculado con la tierra de Jaén. Así de esa forma se aplacaron las diferencias entre ambas facciones.